# Mezi nebem a zemí
Mezi nebem a zemí (1991) je první album české folk-rockové skupiny Otcovy děti a jediné, které vyšlo během její existence. Druhé album Noc a den skupina vydala v roce 1993 ve velmi malém nákladu a oficiálně vyšlo až v roce 2003, deset let po jejím rozpadu.
Album Mezi nebem a zemí vyšlo v roce 1991 a v reedici v roce 1999. V druhém vydání byly ke 14 písním alba přidány ještě dvě, které vyšly v roce 1991 na SP Já jsem s tebou / Procházím se krajinou.
Písně Jak to všechno pěkně roste a Stáda kapelník Jarda Svoboda zpíval i se svou pozdější skupinou Traband (mimo jiné vyšly obě na DVD 10 let na cestě).

## Seznam písní
1. Než přišel on
2. Jsme tady jen na chvíli
3. Oblaka dabraka
4. Mezi nebem a zemí
5. Oheň
6. Po potopě
7. Ptáci
8. Tráva
9. Stáda
10. Moje žena
11. Strom
12. Jak to všechno pěkně roste
13. Řeka
14. Hospodinova je země
15. Já jsem s tebou
16. Procházím se krajinou

## Obsazení

### Členové kapely
- Jarda Svoboda – kytary, zpěv, fujara (Oheň), harmonika (Řeka), hudba, texty, návrh obalu
- Jana Svobodová – klávesy, zpěv
- Šimon Konečný – baskytara, klávesy
- Petr Vizina – bicí, perkuse, zpěv
- Bohumil Bulíř – klarinet (Já jsem s tebou, Procházím se krajinou), zpěv

### Hosté
- Jaroslav Hustolec – klarinet
- Michal Němec – lidské zvuky (Procházím se krajinou)
- Marek Šimůnek – programování bicích